# Apstar 2
O Apstar 2 foi um satélite de comunicação geoestacionário chinês que foi construído pela Hughes, ele seria operado pela APT Satellite Holdings Limited. Mas, o satélite foi perdido devido a uma falha durante o lançamento. O satélite foi baseado na plataforma HS-601.

## Lançamento
O satélite foi lançado ao espaço no dia 26 de janeiro de 1995, por meio de um veiculo Longa Marcha 2E lançado a partir do Centro Espacial de Xichang, na China. Devido a uma explosão do veículo de lançamento ocorrida no processo de lançamento o Apstar 2 foi perdido.

## Capacidade e cobertura
O Apstar 2 era equipado com 32 transponders em banda C e 8 em banda Ku para entregar serviços via satélite para a China.